# František I. Rakouský
František I. (německy Franz Joseph Karl; 12. února 1768, Florencie – 2. března 1835, Vídeň) byl v letech 1792–1835 král uherský, chorvatský a český, v letech 1804–1835 císař rakouský, od roku 1815 král lombardsko-benátský a jako František II. v letech 1792–1806 poslední císař Svaté říše římské.
Celá jeho vláda byla výrazně ovlivněna dvěma muži: Klemensem Václavem Lotharem Metternichem a Napoleonem Bonapartem.

## Mládí
František se narodil 12. února 1768 jako prvorozený syn toskánského velkovévody Leopolda a jeho manželky Marie Ludoviky Španělské. Mládí prožil na dvoře svého otce spolu s mnoha svými sourozenci.
V roce 1780 zemřela jeho babička, česká a uherská královna Marie Terezie, a jejím následníkem se stal její nejstarší syn Josef II., ten však zůstal i po dvou manželstvích bezdětný. František byl v roce 1784 povolán z Toskánska na vídeňský dvůr, aby se zde pod dohledem Josefa vzdělával na panovníka. Josef si svého synovce Františka oblíbil a začal s ním počítat jako se svým následníkem. Našel mu také jeho první manželku Alžbětu Vilemínu Württemberskou, kterou si František vzal 6. ledna 1788.
František byl poslán k armádnímu pluku do Uherska a snadno se přizpůsobil rutině vojenského života. Zúčastnil se tureckého tažení na Balkáně a po boku maršála Laudona byl přítomen při obléhání Bělehradu v roce 1789.

## Druhé manželství
Alžběta však zemřela již dva roky po svatbě, 18. února roku 1790, den po porodu prvorozené dcery, a dva dny nato, zemřel také císař Josef II. Po strýcově smrti řídil František státní záležitosti do té doby, než z Florencie přijel jeho otec, který byl po svém bratrovi právoplatným následníkem trůnu.
Dne 19. března 1791 se František ve Vídni oženil podruhé s Marií Terezou Neapolsko-Sicilskou (1772–1807).
Sňatek byl nejprve uzavřen v zastoupení (per procurationem) 5. srpna 1790 v Neapoli.
Manželé nejen že byli bratranec a sestřenice prvního stupně, ale dokonce oboustranně pokrevní. Dva a dva jejich rodiče byli vlastními sourozenci: Mariina matka Marie Karolína byla Leopoldovou sestrou a nevěstin otec Ferdinand I. Neapolsko-Sicilský byl bratrem Františkovy matky Marie Ludoviky). Takto blízké a provázané příbuzenství mělo za následek, že většina z Františkových a Mariiných dětí se musela potýkat s nějakou genetickou degenerací. Přesto však překvapivě polovina z dětí buď dosáhla vysokého postavení (císař a král Ferdinand a čtyři jeho sestry) nebo - František Karel se stal manželem jedné z nejobdivovanějších žen a otcem císaře Františka Josefa I.

## Císař František II./I.
Dne 1. března 1792 zemřel Leopold II. a na trůn nastoupil František jako císař František II. Byl rodinný typ a připomínal vzhledem a oblečením spíše obyčejného měšťana než císaře. Vydával se na procházky městem a rád odpovídal lidem na pozdrav.
Dne 6. června 1792 byl korunován na uherského krále a 9. srpna 1792 na krále českého. Při korunovaci se poprvé setkal s pozdějším „nejmocnějším mužem“ Rakouska Klementem Václavem Lotharem Metternichem, který se později stal jeho pravou rukou.

## Konflikt s Napoleonem Bonapartem

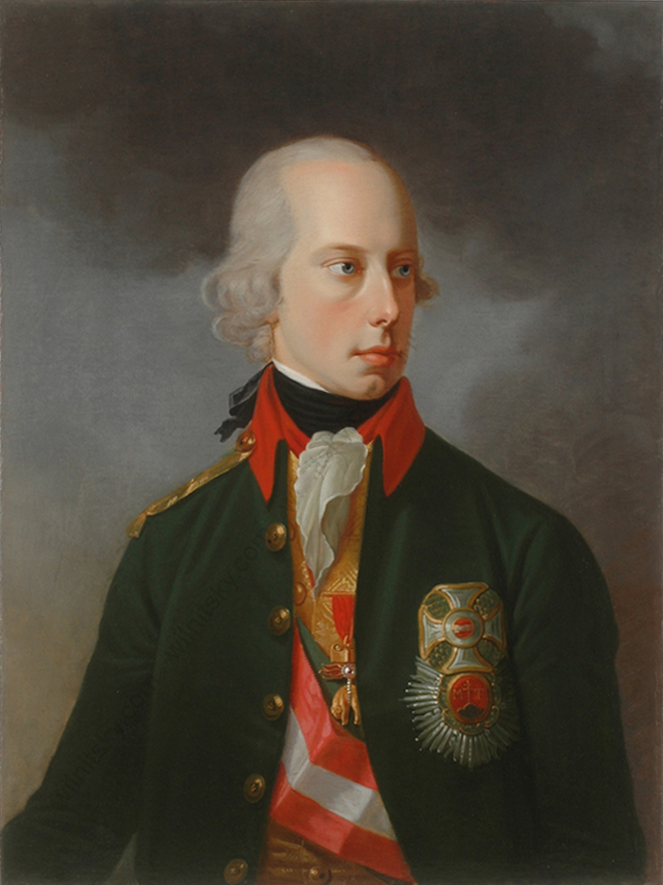
Podobizna Františka I. v mládí

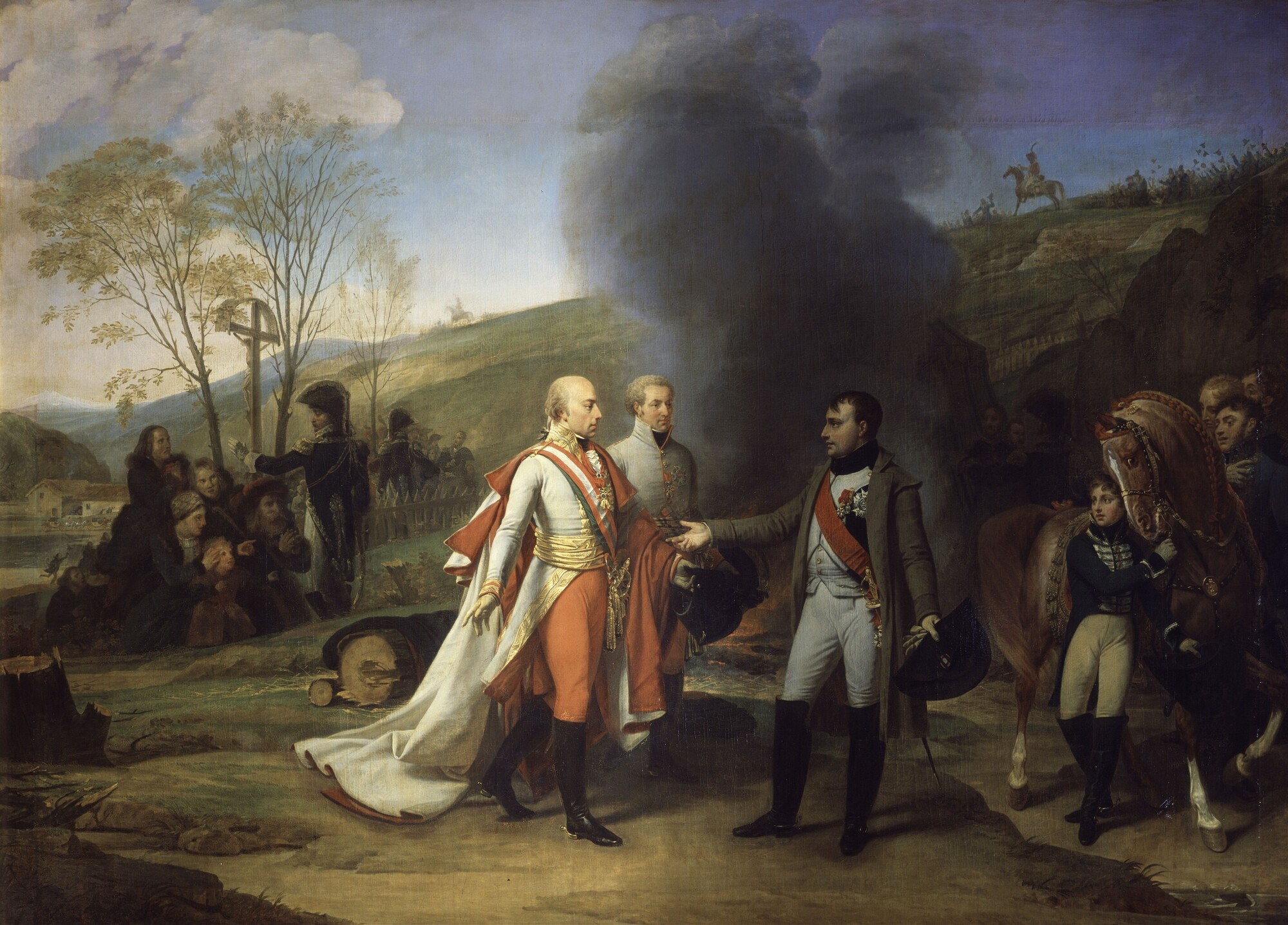
Setkání císaře Františka a Napoleona po bitvě u Slavkova

Válka první koalice proti revoluční Francii byla ukončena drtivým Napoleonovým tažením v severní Itálii proti Rakousku. Ve světle volné cesty Francouzů na Vídeň požádal 7. dubna 1797 František o uzavření separátního míru s Francií. Dne 17. října roku 1797 byl mezi oběma zeměmi uzavřen mír v Campo Formio, jenž znamenal velké územní ztráty pro Rakousko.
Válka druhé koalice skončila opět vítězstvím Francie a uzavřením míru v Lunéville v roce 1802.
Francouzské vojsko pod Napoleonovým vedením několikrát proniklo na rakouská území a vyhnalo tak císařskou rodinu do Uher. Důvodem bylo horší vycvičení a vyzbrojení rakouského vojska. V roce 1804, v návaznosti na přijetí císařského titulu Napoleonem Bonapartem, se František v obavě ze ztráty císařského titulu prohlásil císařem rakouským.
Po Napoleonově korunovaci císařem vznikla třetí koalice, jež se však po bitvách u Ulmu a Slavkova rozpadla. V bitvě „Tří císařů“ u Slavkova byli poražení rakouský císař spolu s ruským carem Alexandrem I.
S ohledem na politický vývoj v Evropě (zejména vznik Rýnského spolku) se František vzdal 6. srpna 1806 koruny Svaté říše římské, prohlásil římskou císařskou hodnost za zrušenou a zbavil zbylé říšské stavy povinností vůči sobě jako římskému panovníkovi. Jeho vláda se tak formálně omezila pouze na rodové državy a zůstává tak jako František I. pouze rakouským císařem.
Na začátku roku 1809 byla velká část francouzské armády nasazena ve Španělsku. František toho využil a zaútočil na Francii, aby se pokusil získat zpět území ztracená ve válce třetí koalice v roce 1805. Dne 10. dubna 1809 překročila rakouská vojska pod vedením Františkova bratra arcivévody Karla Ludvíka Rakousko-Těšínského hranice Bavorska, francouzského klientského státu. Napoleon ale dokázal reagovat rychle a zasadil Rakušanům řadu porážek. Rakouská armáda ustoupila do Čech a Francouzi mohli bez problému obsadit 13. května Vídeň. Po porážce hlavních rakouských jednotek v bitvě u Wagramu byl František nucen požádat o mír. Válka skončila uzavřením Schönbrunnského míru, kterým Rakousko ztratilo své středomořské přístavy a 20 % obyvatelstva.

## Marie Ludovika
Většina Františkových příbuzných byla Napoleonem vyhnána ze svých zemí a útočiště hledala u svého příbuzného v Rakousku, mezi nimi byla i rodina budoucí císařovny. Dne 6. ledna 1808, půl roku po smrti Františkovy druhé manželky, se ve Vídni konala svatba. Volba padla opět na sestřenici, princeznu Marii Ludoviku Beatrix z Modeny (1787–1816).
Marie Ludovika byla velmi vzdělaná žena, trpěla však tuberkulózou, která jí znemožňovala mít děti a zapojit se plnohodnotně do života, i když se o to až do smrti snažila a pokud mohla, všude svého manžela doprovázela. Dohlížela na výchovu všech svých vyvdaných dětí a zvláště se věnovala následníku trůnu Ferdinandovi, jehož stav se díky ní velmi zlepšil. Byla neochvějnou nepřítelkyní Napoleona a postavila se proti plánu provdat Františkovu dceru Marii Luisu za císaře Francouzů.
I když svého manžela dokázala velmi ovlivnit, sňatková jednání byla mezi Napoleonem a Metternichem úspěšně dovedena do konce a v roce 1810 se Marie Luisa Habsbursko-Lotrinská stala francouzskou císařovnou. Metternich uskutečnil ještě jeden sňatkový plán s nešťastným koncem, a to manželství další Františkovy dcery Leopoldiny s brazilským císařem Pedrem I.

## Napoleonův konec a císařova smrt

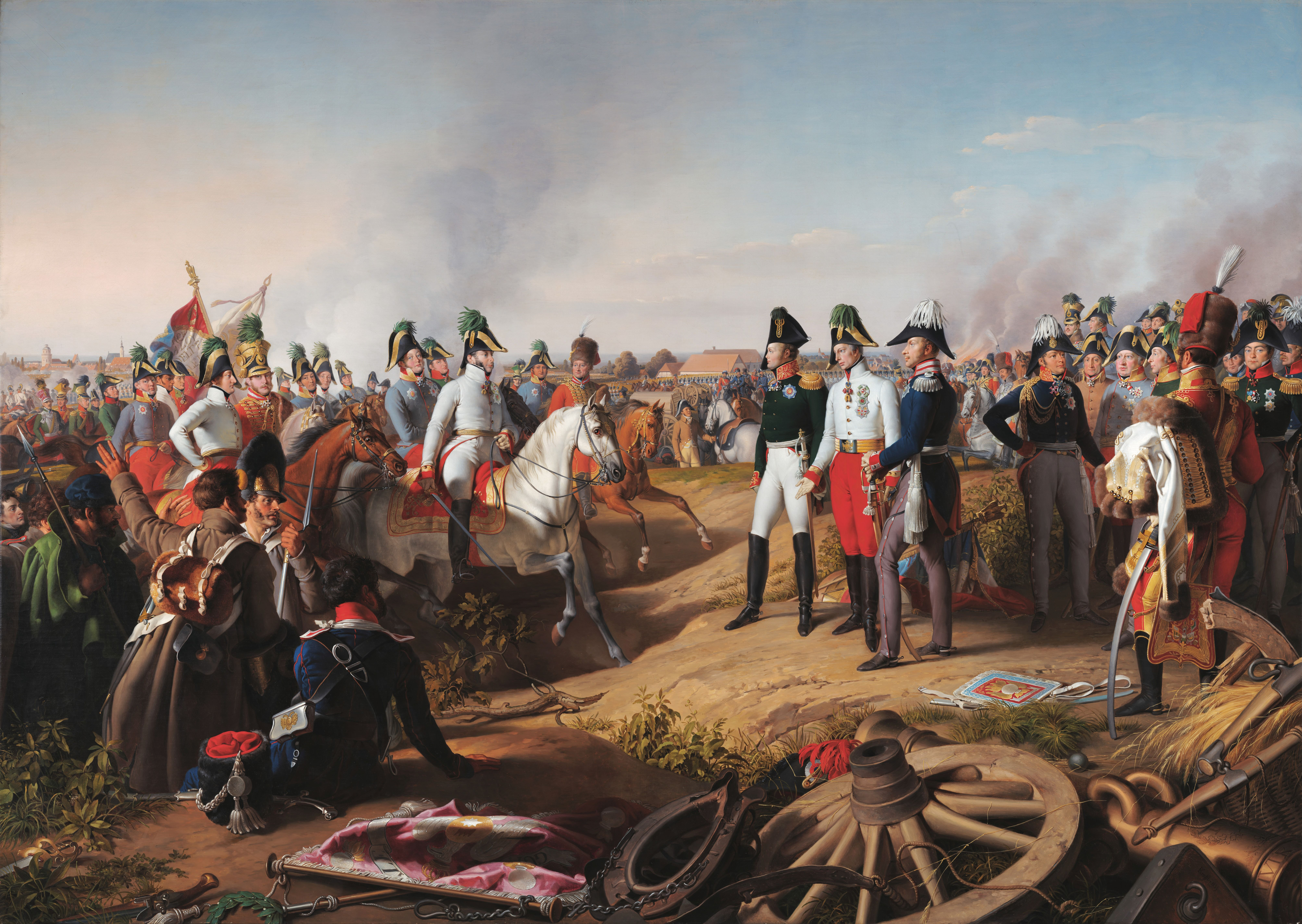
Kníže Schwarzenberg oznamuje vládcům Rakouska, Ruska a Pruska vítězství v bitvě u Lipska

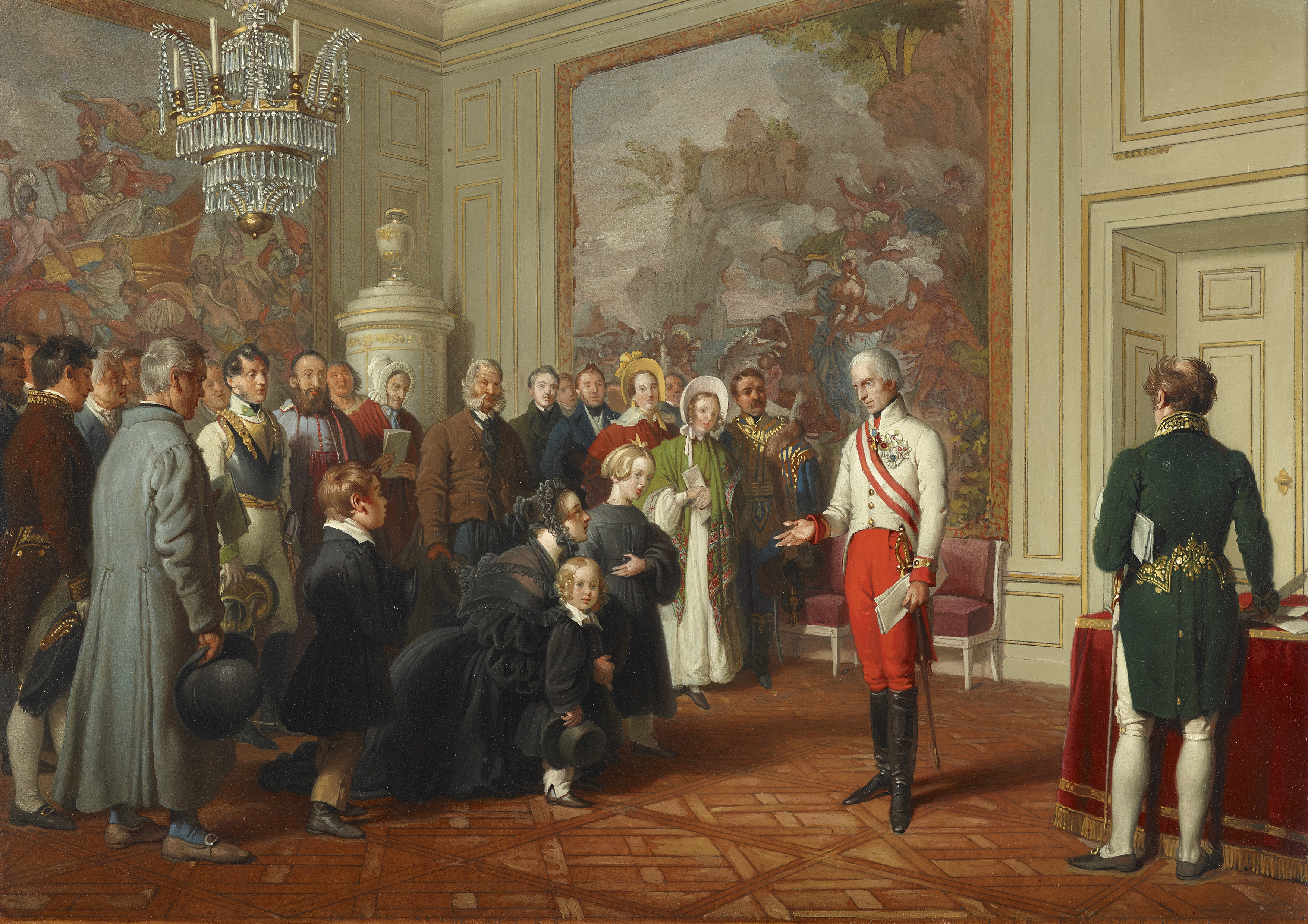
Císař František udělující audienci svým poddaným

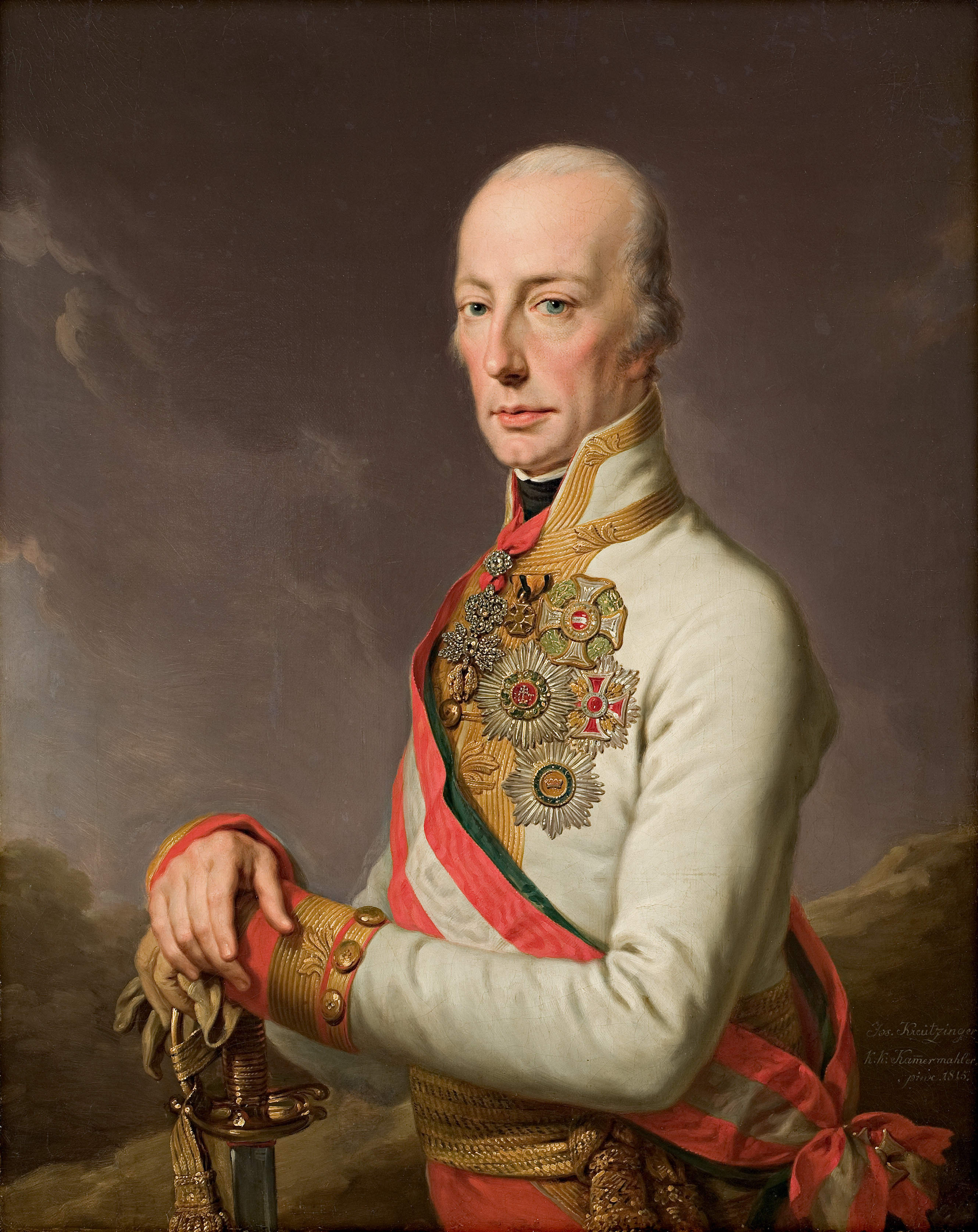
Císař František, portrét od Josepha Kreutzingera

Válce šesté koalice předcházela francouzská invaze do Ruska, na které se podílel i expediční sbor rakouské armády pod velením knížete Schwarzenberga. Napoleonovo ruské tažení skončilo katastrofou. V únoru 1813 Rakousko ukončilo spojenectví s Francií a vyhlásilo neutralitu. Dne 12. srpna 1813 se Rakousko připojilo k šesté koalici a vyhlásilo Francii válku.
Po Bitvě národů u Lipska v říjnu 1813 byl Napoleon poražen a jeho žena Marie Luisa se vrátila i se synem, římským králem Napoleonem Františkem Bonapartem (pozdější vévoda František Zákupský), do Rakouska. Po Vídeňském kongresu (18. září 1814 – 9. červen 1815), jenž byl Metternichovým triumfem, se Evropa vrátila do „starých kolejí“. Marie Luisa byla poslána do Parmy jako vévodkyně a malý Bonaparte zůstal s dědečkem ve Vídni.
10. listopadu 1816 se František oženil ve Vídni naposledy. Jeho nastávající se stala dcera bavorského krále Maxmiliána I., princezna Karolína Augusta Bavorská (1792–1873). Karolína byla už jednou, díky Napoleonovi, provdaná za Viléma I. Württemberského (1781–1864), manželství však bylo bezdětné; z tohoto důvodu bylo po Napoleonově pádu v roce 1815 rozvedeno (hlavním impulsem však bylo setkání Viléma se sestrou ruského cara Alexandra I. Kateřinou Pavlovnou, do níž se Vilém hluboce zamiloval).
Manželství s Františkem bylo šťastné, třebaže ani v něm Karolína neporodila žádné děti; láskyplně se starala o všechny své děti nevlastní.
V roce 1824 se konal Karolínou podporovaný sňatek Františkova syna Františka Karla s její polorodou sestrou Žofií Bavorskou, se kterou si dobře rozuměla, a svou náklonnost později přenesla i na Žofiina syna a jeho manželku. O šest let později v roce 1830 se pak císař dočkal prvního vnuka Františka, pozdějšího císaře Františka Josefa I., který se o pět let později přišel s dědečkem rozloučit k úmrtnímu loži.
Po jeho smrti nastoupil na trůn jeho syn Ferdinand, kterému kladl na srdce, aby poslouchal Metternicha a nedělal nic bez porady s ním. Po smrti jeho manželka Karolína Augusta přesídlila do Salcburku.
Držte se starého, neboť to je dobré a naši předkové se při tom dobře měli; proč ne my? Nyní panují nové ideje, které nemohu schvalovat a nikdy jich neschválím. Vzdalujte se jich a přidržujte se jejich opaku, neboť já nepotřebuji učence, ale dobré občany. Vaším povoláním je vzdělávat mládež k tomu účelu. Kdo mně slouží, musí učit, co nařizuji. Kdo to neumí, nebo přichází ke mně s novými ideami, ten může jít, nebo já jej odstraním.
z proslovu Františka I. k profesorům lycea v Lublani, 1821

## Pomník v Praze (Krannerova kašna)
V roce 1850 byl odhalen pomník Františka I. (autor Josef Kranner) jako kašna, a také Hold českých stavů, a to v parku na tehdy novém nábřeží na Starém Městě Pražském. Vztyčení pomníku panovníkovi, který byl symbolem reakce a potlačování všech liberálních a národních snah, vzbudilo v českých vlasteneckých kruzích nechuť. Proto byla sama jezdecká socha Františka I. roku 1919 sňata a vrácena v kopii až v roce 2003.

## Potomci

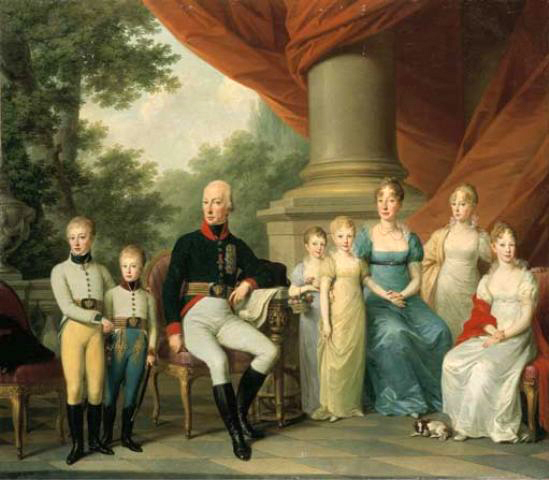
František I. s rodinou v roce 1805

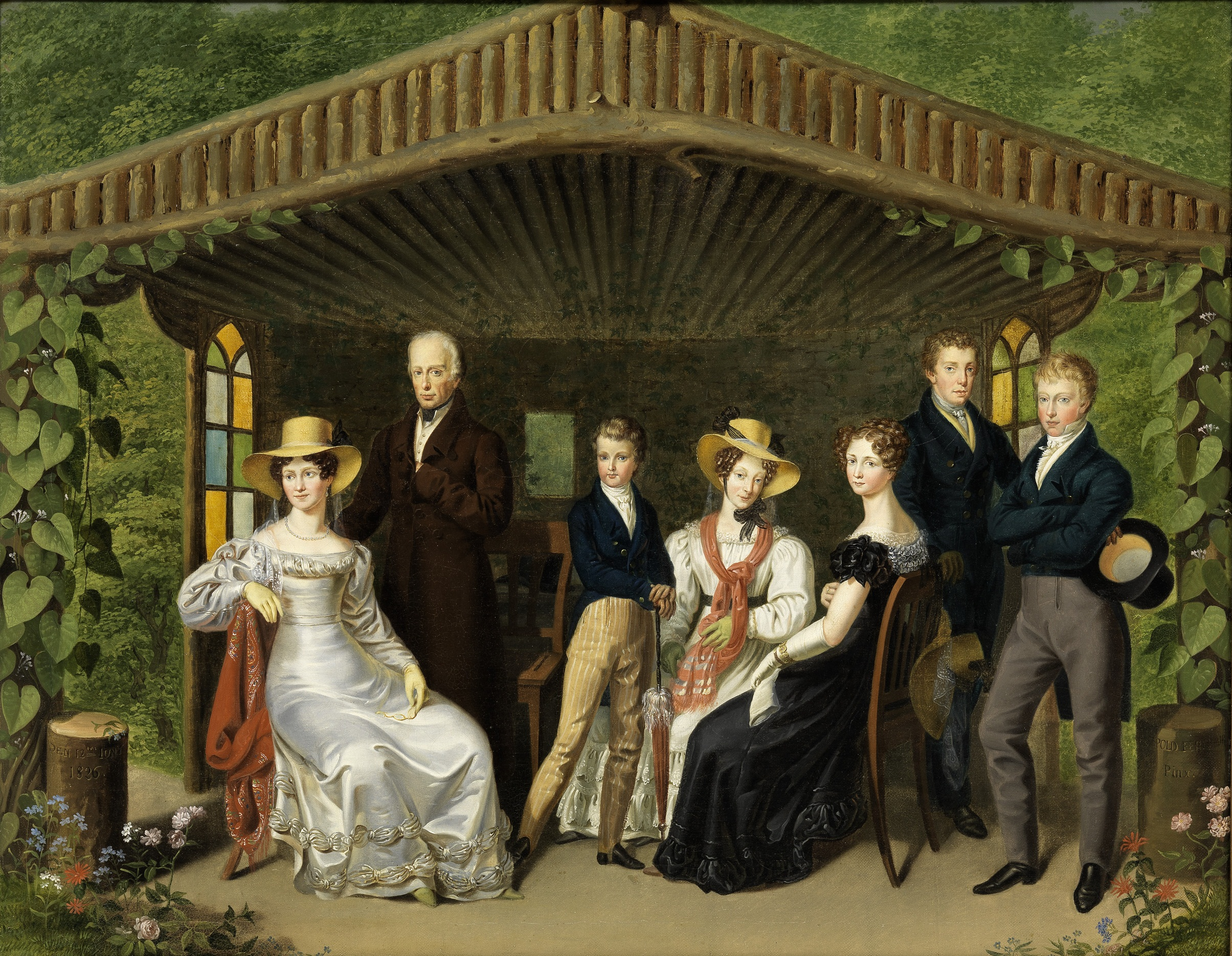
František se svou čtvrtou manželkou Karolínou Augustou, dcerou Marií Luisou, vnukem Napoleonem II. a dalšími členy rodiny v roce 1826

Z manželství s Alžbětou Vilemínou Württemberskou:
- Luisa Alžběta (18. února 1790 – 24. června 1791), arcivévodkyně

Z manželství s Marií Terezou Neapolsko-Sicilskou:
- Marie Luisa (12. prosince 1791 – 17. prosince 1847), císařovna francouzská, vévodkyně z Parmy, Piacenzy a Guastally,
⚭ 1810 Napoleon I. Bonaparte (15. srpna 1769 – 5. května 1821), vojevůdce a státník, francouzský císař v letech 1804–1814 a poté sto dní na přelomu jara a léta 1815
⚭ 1821 Adam Albert Neipperg (8. dubna 1775 – 22. února 1829), generál, hrabě z Neippergu
⚭ 1834 Charles-René de Bombelles (6. listopadu 1785 – 30. května 1856), hrabě, diplomat, nejvyšší hofmistr císařského dvora v Parmě

- Ferdinand I. Dobrotivý (19. dubna 1793 – 29. června 1875), rakouský císař v letech 1835–1848, král uherský a český, markrabě moravský, ⚭ 1831 Marie Anna Savojská (19. září 1803 – 4. května 1884)
- Karolína Leopoldina (8. června 1794 – 16. března 1795), rakouská arcivévodkyně
- Karolína Luisa (22. prosince 1795 – 30. června 1797), rakouská arcivévodkyně
- Marie Leopoldina (22. ledna 1797 – 11. prosince 1826), ⚭ 1817 Petr I. Brazilský (12. října 1798 – 24. září 1834), v letech 1822 až 1831 brazilský císař a v roce 1826 také nakrátko král portugalský
- Marie Klementina (1. března 1798 – 3. září 1881), ⚭ 1818 Leopold Bourbonsko-Sicilský (2. července 1790 – 10. března 1851), syn krále Ferdinanda I. Neapolsko-Sicilského a Marie Karolíny Habsbursko-Lotrinské
- Josef František (9. dubna 1799 – 30. června 1807), rakouský arcivévoda
- Karolína Ferdinanda (8. dubna 1801 – 22. května 1832), ⚭ 1819 Fridrich August II. (18. května 1797 – 9. srpna 1854), saský král od roku 1836 až do své smrti
- František Karel (17. prosince 1802 – 8. března 1878), rakouský arcivévoda ⚭ 1824 Žofie Frederika Bavorská (27. ledna 1805 – 28. května 1872), dcera krále Maximiliána I. Bavorského

- Marie Anna (8. června 1804 – 28. prosince 1858), rakouská arcivévodkyně, svobodná a bezdětná
- Jan Nepomuk (30. srpna 1805 – 19. února 1809), rakouský arcivévoda
- Amálie Terezie (*/† 1807), rakouská arcivévodkyně

## Vývod z předků
|                       |                                             |  |                                   |                                          |  |  |  |  |  |  |  | Karel V. Lotrinský |
|                       |                                             |  |                                   |                                          |  |  |  |  |  |  |  |                    |
|                       | Leopold Josef Lotrinský                     |  |                                   |                                          |  |  |  |  |  |  |  |                    |
|                       |                                             |  |                                   |                                          |  |  |  |  |  |  |  |                    |
|                       |                                             |  |                                   | Eleonora Marie Josefa Habsburská         |  |  |  |  |  |  |  |                    |
|                       |                                             |  |                                   |                                          |  |  |  |  |  |  |  |                    |
|                       | František I. Štěpán                         |  |                                   |                                          |  |  |  |  |  |  |  |                    |
|                       |                                             |  |                                   |                                          |  |  |  |  |  |  |  |                    |
|                       |                                             |  |                                   | Filip I. Orléanský                       |  |  |  |  |  |  |  |                    |
|                       |                                             |  |                                   |                                          |  |  |  |  |  |  |  |                    |
|                       | Alžběta Charlotta Orléanská                 |  |                                   |                                          |  |  |  |  |  |  |  |                    |
|                       |                                             |  |                                   |                                          |  |  |  |  |  |  |  |                    |
|                       |                                             |  |                                   | Alžběta Šarlota Falcká                   |  |  |  |  |  |  |  |                    |
|                       |                                             |  |                                   |                                          |  |  |  |  |  |  |  |                    |
|                       | Leopold II.                                 |  |                                   |                                          |  |  |  |  |  |  |  |                    |
|                       |                                             |  |                                   |                                          |  |  |  |  |  |  |  |                    |
|                       |                                             |  |                                   | Leopold I.                               |  |  |  |  |  |  |  |                    |
|                       |                                             |  |                                   |                                          |  |  |  |  |  |  |  |                    |
|                       | Karel VI.                                   |  |                                   |                                          |  |  |  |  |  |  |  |                    |
|                       |                                             |  |                                   |                                          |  |  |  |  |  |  |  |                    |
|                       |                                             |  |                                   | Eleonora Magdalena Falcko-Neuburská      |  |  |  |  |  |  |  |                    |
|                       |                                             |  |                                   |                                          |  |  |  |  |  |  |  |                    |
|                       | Marie Terezie                               |  |                                   |                                          |  |  |  |  |  |  |  |                    |
|                       |                                             |  |                                   |                                          |  |  |  |  |  |  |  |                    |
|                       |                                             |  |                                   | Ludvík Rudolf Brunšvicko-Wolfenbüttelský |  |  |  |  |  |  |  |                    |
|                       |                                             |  |                                   |                                          |  |  |  |  |  |  |  |                    |
|                       | Alžběta Kristýna Brunšvicko-Wolfenbüttelská |  |                                   |                                          |  |  |  |  |  |  |  |                    |
|                       |                                             |  |                                   |                                          |  |  |  |  |  |  |  |                    |
|                       |                                             |  |                                   | Kristýna Luisa Öttingenská               |  |  |  |  |  |  |  |                    |
|                       |                                             |  |                                   |                                          |  |  |  |  |  |  |  |                    |
| František I. Rakouský |                                             |  |                                   |                                          |  |  |  |  |  |  |  |                    |
|                       |                                             |  |                                   |                                          |  |  |  |  |  |  |  |                    |
|                       |                                             |  | Ludvík Francouzský, velký dauphin |                                          |  |  |  |  |  |  |  |                    |
|                       |                                             |  |                                   |                                          |  |  |  |  |  |  |  |                    |
|                       | Filip V. Španělský                          |  |                                   |                                          |  |  |  |  |  |  |  |                    |
|                       |                                             |  |                                   |                                          |  |  |  |  |  |  |  |                    |
|                       |                                             |  |                                   | Marie Anna Bavorská                      |  |  |  |  |  |  |  |                    |
|                       |                                             |  |                                   |                                          |  |  |  |  |  |  |  |                    |
|                       | Karel III. Španělský                        |  |                                   |                                          |  |  |  |  |  |  |  |                    |
|                       |                                             |  |                                   |                                          |  |  |  |  |  |  |  |                    |
|                       |                                             |  |                                   | Eduard Parmský                           |  |  |  |  |  |  |  |                    |
|                       |                                             |  |                                   |                                          |  |  |  |  |  |  |  |                    |
|                       | Isabela Farnese                             |  |                                   |                                          |  |  |  |  |  |  |  |                    |
|                       |                                             |  |                                   |                                          |  |  |  |  |  |  |  |                    |
|                       |                                             |  |                                   | Dorotea Žofie Falcko-Neuburská           |  |  |  |  |  |  |  |                    |
|                       |                                             |  |                                   |                                          |  |  |  |  |  |  |  |                    |
|                       | Marie Ludovika Španělská                    |  |                                   |                                          |  |  |  |  |  |  |  |                    |
|                       |                                             |  |                                   |                                          |  |  |  |  |  |  |  |                    |
|                       |                                             |  |                                   | August II. Silný                         |  |  |  |  |  |  |  |                    |
|                       |                                             |  |                                   |                                          |  |  |  |  |  |  |  |                    |
|                       | August III. Polský                          |  |                                   |                                          |  |  |  |  |  |  |  |                    |
|                       |                                             |  |                                   |                                          |  |  |  |  |  |  |  |                    |
|                       |                                             |  |                                   | Kristýna Eberhardýna Hohenzollernská     |  |  |  |  |  |  |  |                    |
|                       |                                             |  |                                   |                                          |  |  |  |  |  |  |  |                    |
|                       | Marie Amálie Saská                          |  |                                   |                                          |  |  |  |  |  |  |  |                    |
|                       |                                             |  |                                   |                                          |  |  |  |  |  |  |  |                    |
|                       |                                             |  |                                   | Josef I. Habsburský                      |  |  |  |  |  |  |  |                    |
|                       |                                             |  |                                   |                                          |  |  |  |  |  |  |  |                    |
|                       | Marie Josefa Habsburská                     |  |                                   |                                          |  |  |  |  |  |  |  |                    |
|                       |                                             |  |                                   |                                          |  |  |  |  |  |  |  |                    |
|                       |                                             |  |                                   | Amálie Vilemína Brunšvicko-Lüneburská    |  |  |  |  |  |  |  |                    |
|                       |                                             |  |                                   |                                          |  |  |  |  |  |  |  |                    |